# 밀양 표충사 청동은입사향완

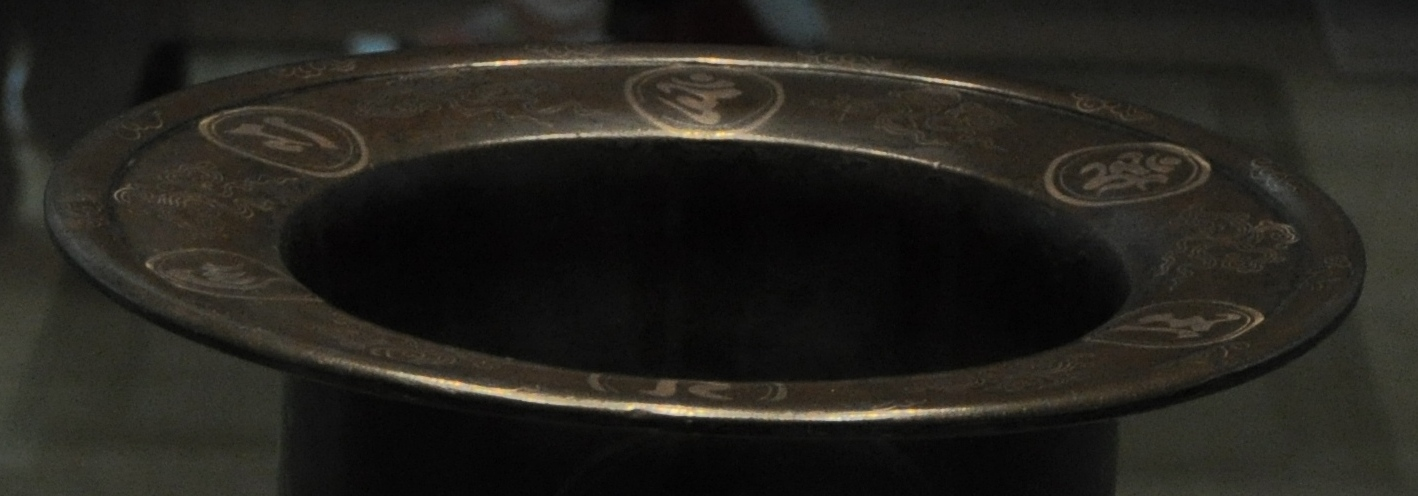
이 향로는 가는 은실을 청동으로 만들어진 향로에 새겨 넣는 방법으로 제작되었다. 향롯전에는 산스크리트어 6자가 새겨져 있다.

밀양 표충사 청동은입사향완(密陽 表忠寺 靑銅銀入絲香垸)은 대한민국 표충사에 있는 향로다. 고려 명종 7년(1177년)에 제작되었다. 1962년 12월 20일 대한민국의 국보 제75호로 지정되었다.

## 개요
1957년에 처음 발견된 현존하는 가장 오래된 향로로 주발 모양의 몸체와 둥근 받침의 대좌(臺座)가 연결되어 있다. 이 향로는 가는 은실을 청동으로 만들어진 향로에 새겨 넣는 방법으로 제작 되었으며, 외형은 굽다리접시 형태로 고려시대 향로의 전형적인 모습을 하고 있다. 이 향로는 57자의 명문으로 제작 연대를 알 수 있는 귀중한 유품이다. 명문에는 제작년월일, 발원, 발원자, 중량을 기록하고 있으며, 명칭은 햠은향완이라고 하였다. 그리고 받침 안쪽 면에는 '창녕북면용흥사(昌寧北面龍興寺)'라는 명문이 새겨져 있어 원래 이 향완이 있었던 곳이 창녕의 용흥사였음을 알 수 있다. 향롯전에는 산스크리트어 6자가 새겨져 있다. 언제 표충사에 옮겨지게 되었는지는 알 수 없으나 조선 선조가 사명대사에게 하사한 것으로 알려져 있다. 높이는 27.5 cm, 구경은 26.1cm이다. 1963년 경에는 총무 스님 오한성 씨가 작은 나무상자에 넣어 보관하고 있었으나, 그 후 표충사 경내의 표충사호국박물관으로 옮겨져 보관되고 있다. 이 향로는 전래품(傳來品)으로서 보존 상태가 좋다. 1965년 1월에 도난당하였다가 되찾았다.

## 같이 보기
- 표충사
- 표충사 삼층석탑

## 참고 자료
- 표충사 청동 은입사 향완 - 국가유산청 국가유산포털